# Milenko Pegan
MILENKO PEGAN (1925 – 2005) - MF FZJ, EFIAP
Rojen je bil 15. novembra 1925 v Sv. Filomeni pri Modriči v Bosni, kjer je služboval njegov oče. Prav zaradi očetove službe je v mladosti večkrat menjal kraj bivanja. Osnovno šolo je obiskoval v Gorici (IT), gimnazijo v Gorici, Ljubljani in Novem mestu, maturiral pa je v Beogradu. Po končani gimnaziji je v letu 1946 obiskoval Geodetsko vojaško akademijo v Beogradu in se po končanem šolanju zaposlil v Geografskem inštitutu Jugoslovanske ljudske armade v Beogradu.
S fotografijo se je srečal že v času šolanja na vojaški akademiji v Beogradu, pa tudi kasneje, ko je deloval v razmejitveni komisiji za mejo z Italijo, mu je očetov fotoaparat še kako prav prišel.
Svoje fotografsko znanje je izpopolnjeval v času službovanja v Splitu, med leti 1951 in 1956, kjer je bil dejaven član Fotokluba Split. Tam se je tudi začel udeleževati fotografslih natečajev in leta 1953 prejel tudi svojo prvo nagrado - diplomo na III. republiški razstavi fotografije v Splitu.
Leta 1956 je bil službeno premeščen v Beograd, kjer je bil do leta 1959 član Fotoklubu Beograd. Takrat začne svoja fotografska dela pošiljati tudi na mednarodne razstave.
Po predčasni upokojitvi leta 1959 se vrne domov v Novo Gorico. Tu leta 1961 skupaj z drugimi fotografskimi navdušenci ustanovijo Foto klub Elektra, katerega prvi predsednik je bil. Vendar je delo tega kluba po nekaj letih zamrlo. Toda Peganova želja po druženju z drugimi fotografskimi somišljeniki pripelje do ustanovitve Foto kino kluba Nova Gorica. S formalnimi sestanki so začeli v letu 1968, v tem letu so tudi organizirali prvi klubski natečaj barvnih diapozitivov, z imenom »Pomlad 68 – I. primorska razstava diapozitivov«. Naslednje leto so sklicali ustanovni občni zbor in klub tudi uradno registrirali. Milenko Pegan je postal prvi predsednik tega kluba.
Bil je sodelavec Goriških srečanj, ki so začela izhajati leta 1966 v Novi Gorici. Za revijo je prispeval fotografsko prilogo »Primorski človek in njegov ambient«.
V letu 1969 je postal član Izvršnega odbora Foto kino zveze Slovenije.
Bil je med ustanovitelji prvega zamejskega foto kluba Skupina 75 in pobudnik pri ustanovitvi Foto sekcije v Tolminu. Vodil je številne fotokrožke po novogoriških osnovnih in srednjih šolah.
Udeleževal se je fotografskih natečajev na vseh kontinentih. Bil je član številnih domačih in mednarodnih žirij. V svoji bogati fotografski karieri je sodeloval na skoraj 500 mednarodnih razstavah in na njih prejel preko 120 nagrad in priznanj.
Na osnovi fotografskih uspehov mu je leta 1975 Fotografska zveza Jugoslavije podelila naziv Mojster fotografije FZJ, v istem letu je dobil še naziv EFIAP Mednarodne zveze za fotografsko umetnost.
Prejel je tudi številna republiška in državna odlikovanja:
1965 – Bronasto plaketo Borisa Kidriča - svet Ljudske tehnike - Zveze za tehnično kulturo Jugoslavije,
1970 – Diplomo za širjenje fotografije na Goriškem,
1974 – Srebrno plaketo Borisa Kidriča - svet Ljudske tehnike - Zveze za tehnično kulturo Jugoslavije,
1976 – jugoslovansko odlikovanje Red dela s srebrnim vencem,
1980 – Zlato plaketo Borisa Kidriča - svet Ljudske tehnike - Zveze za tehnično kulturo Jugoslavije,
1994 – nagrado Janeza Puharja.
1. 1 2 3 4  Slovenska biografija — Znanstvenoraziskovalni center Slovenske akademije znanosti in umetnosti. — ISSN 2350-5370